# 飓风肯纳
截止2015年10月，飓风肯纳（英語：Hurricane Kenna）仍是有纪录以来袭击过墨西哥西海岸的第四强太平洋飓风，也是2002年太平洋飓风季的第16个热带低气压，第13个热带风暴，第7个飓风，第6个大型飓风和第3个萨菲尔-辛普森飓风等级达到五级的飓风。这场风暴于10月22日在墨西哥南部由一股东风波形成，气象部门对其增强程度的几次预测均远小于最终达到的实际数值。在进入一片上层环境有利于系统强化，并且海洋表面温度也较高的区域后，肯纳快速增强，于10月25日在哈利斯科州巴亚尔塔港西南方向约410公里附近达到每小时265公里的最高风速。之后风暴在转朝东北方面前进的过程中逐渐减弱，以每小时225公里的风速强度袭击了纳亚里特州的圣布拉斯（San Blas）附近地区，最后于10月26日在西马德雷山脉上空消散。
肯纳给墨西哥造成了1.01亿美元（2002年美元，相当于1.71億2025年美元）的经济损失，还直接导致4人死亡，是从纳亚里特州圣布拉斯到哈利斯科州的巴亚尔塔港之间所遭受过最严重的气象灾害，上百人因飓风受伤，数千户民房和商户受损或被毁。圣布拉斯的建筑物中有95%受损，巴亚尔塔港沿岸地区有数百幢建筑物被毁。由于风暴造成的严重影响，其名称“肯纳”（Kenna）之后予以除名。

## 气象历史
10月16日，一股曾在两天前掠过巴巴多斯附近的东风波向西穿越加勒比海，并于10月19日进入东太平洋，沿其轴线上发展的一片热带扰动逐渐组织起来。系统的外界条件有利于其继续发展，10月20日晚些时候气象预测部门开始启用德沃夏克分类。10月22日清晨，位于墨西哥科利马州曼萨尼约以南约605公里的系统已经发展成第号热带低气压。起初这股低气压缺乏组织，杂乱无章，内部对流结构很少，只有零星的深层对流。计算机模拟预测风切变将在之后60个小时里得到增强，因此美国国家飓风中心预测低气压将增强到每小时70公里的最高风速，然后就会开始减弱。
但是，低气压接下来迅速组织起来，其中心附近的对流有大幅度增长，仅六个小时后就达到了热带风暴强度，还有上层外流和带状特征进一步改善了系统的组织性，美国国家飓风中心因此将其命名为“肯纳”（Kenna）。由于风暴所在区域海水温度高至29°以上，更新的计算机模型预测也认为垂直风切变的强度较小，因此气象测试部门相信肯纳接下来将缓慢增强，在10月22日之后72小时内达到每小时135公里的最高风速。风暴沿一个中层高压系统边缘向西北偏西方向移动，起初由于其大部分对流都与外围雨带相关联而未能得到进一步增强。10月23日，外围雨带消散，对流变得更集中在中心附近，这时风暴的强度正好也在稳步上升。到了10月23日晚些时候，位于曼萨尼约西南方向约615公里的肯纳已经增强到飓风强度。
成为飓风后不久，肯纳开始迅速增强，其定义明确的中心阴云密布，并出现了一个宽度达27公里的风眼。到10月24日，肯纳已经成为大型飓风，在24小时内风速就翻了一番，从每小时115公里加快到235公里。由于气流前方出现一个大型的中到上层槽，风暴转朝北面和东北方向进发，并于10月25日清晨在巴亚尔塔港西南方向约410公里处达到每小时265公里的最高风速，成为2002年太平洋飓风季的第三个五级飓风。一架飓风猎人侦察机于风暴接近最高强度时飞入系统中，测得其气压低至913毫巴（百帕，26.96英寸汞柱）。截止2013年11月，这仍然是信史上所有太平洋飓风中气压第三低的。
达到最高强度后不久，来自逐渐接近低压槽的风切变削弱了风暴强度，到了达到最高强度6小时后，飓风肯塔的风眼已经几乎消失，风速也下降至每小时240公里。虽然在12个小时里风暴的气压就提高了27毫巴，但肯纳登陆前其对流活动还是有所增加。10月25日，飓风袭击了纳亚里特州的圣布拉斯附近地区，其时风速估计为每小时225公里。登陆后，风暴在墨西哥西部的山地上空迅速减弱，其环流于10月26日在西马德雷山脉上空消散。风暴残余之后继续向东北方向进入墨西哥湾，并最终到达了美国东南部地区。

## 防灾措施

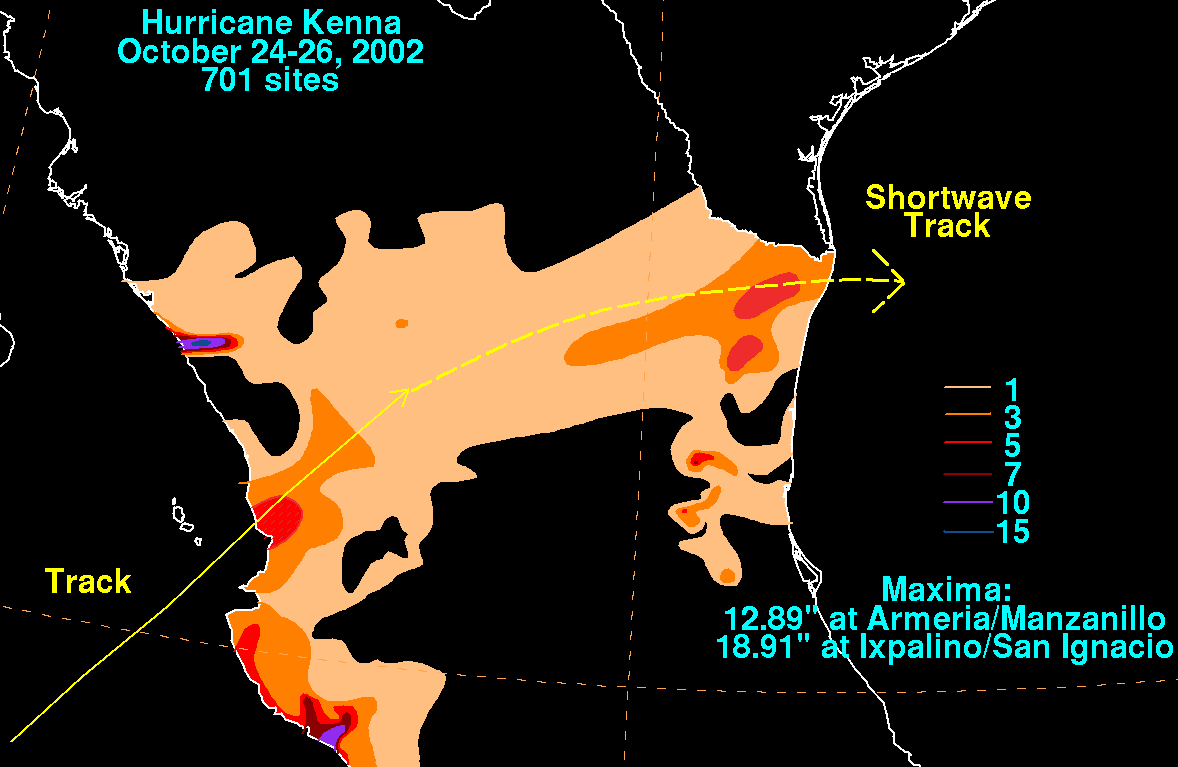
飓风肯纳给墨西哥带去的降雨

风暴登陆约27小时前，墨西哥官方对从马萨特兰到卡布科连特斯（Cabo Corrientes）之间的地区发布了飓风观察预警，而向南直至曼萨尼约的地区也发布了热带风暴观察预警。六个小时后，风暴的行进轨道变得更加明显，从马萨特兰到哥斯达黎加阿拉胡埃拉省的拉福图纳（La Fortuna）的观察预警也相应升级为飓风警告，而向南直至曼萨尼约的地区也由观察预警升级为热带风暴警告。
风暴登陆的圣布拉斯地区约有9000位居民，其中约8800人得到疏散，有效降低了风暴最终造成的死亡人数。官方下令对墨西哥西南沿海的约50000位居民和渔民予以疏散，其中包括生活在玛丽亚群岛的3000人，生活在马萨特兰附近的10000人和洪水易发地区的15000人。民政部门关闭了可能受影响地区的所有学校和码头。墨西哥红十字会针对风暴准备了215吨救灾物资送到哈利斯科州的红十字会分部，其中包括食品、饮用水和衣物。尤卡坦半岛也援助了10吨食品和饮用水。墨西哥红十字会还在纳亚里特州准备了20个应急避难场所。
政府在南下加利福尼亚州洛斯卡沃斯采取了安全防护措施，风暴经过期间亚洲太平洋经济合作组织正在这里举行会议。早期的气象预测显示肯纳有可能会对这次会议构成威胁，墨西哥政府为此准备了另一处会议地点。恶劣的天气情况还令官员建议船只留在港口内不要出海。
| 飓风     | 飓风季 | 风速          | 参考   |
| -------- | ------ | ------------- | ------ |
| 奧蒂斯   | 2023年 | 每小时260公里 | [ 11 ] |
|          | 2015年 | 每小时240公里 | [ 12 ] |
| 玛德琳   | 1976年 | 每小时230公里 | [ 13 ] |
| 伊尼基   | 1992年 | 每小时230公里 | [ 14 ] |
| 十二号   | 1957年 | 每小时220公里 | [ 15 ] |
| “墨西哥” | 1959年 | 每小时220公里 | [ 15 ] |
| 肯纳     | 2002年 | 每小时220公里 | [ 16 ] |
| 莉迪亚   | 2023年 | 每小时220公里 | [ 17 ] |

## 冲击

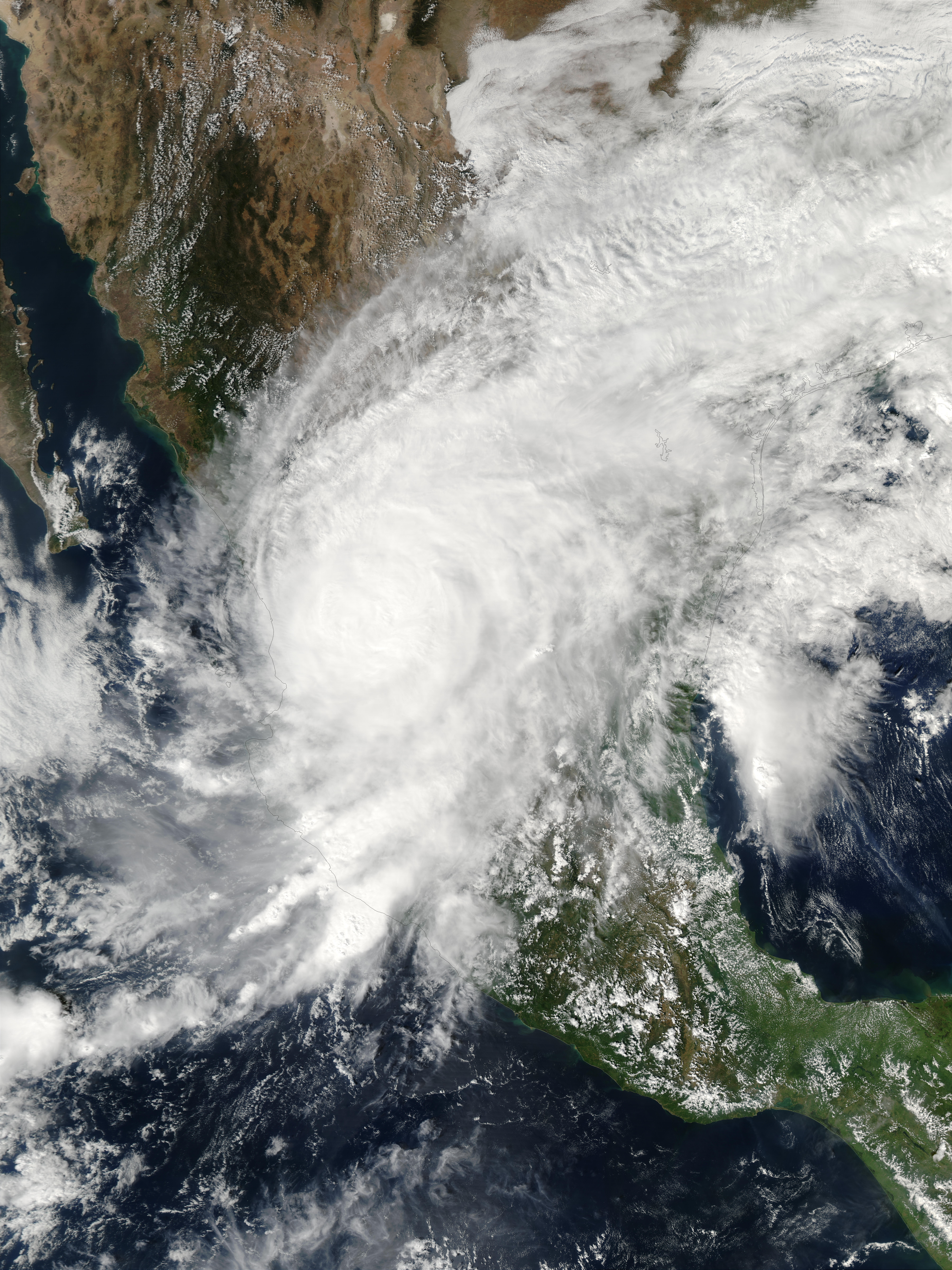
登陆后不久的肯纳

飓风肯纳的来袭没有多少正式的地面观测资料。肯纳伴随着约4.9米高的风暴潮在圣布拉斯登陆。巴亚尔塔港也出现了3米高的风暴潮。飓风在玛丽亚群岛以东约95公里的海上经过时产生了约35毫米降雨，群岛上遭遇了持续风速约每小时170公里的狂风。肯纳给内陆带去了暴雨，锡那罗亚州的圣伊格纳西奥（San Ignacio）收到的降雨量达480毫米，科利马州的曼萨尼约附近也有327毫米。陆地上记录到的最大持续风速是在特皮克的每小时161公里，而巴亚尔塔港的阵风风速则为每小时80公里。飓风还给格雷罗州、米却肯州、科利马州和哈利斯科州带去了暴雨，南下加利福尼亚州也遭遇了狂风，海面上波涛汹涌。
飓风产生的狂风损坏和摧毁了圣布拉斯95%的民房，1540套房屋受损，8800人受到影响，还有一艘大型商业捕虾船从码头被卷至离海岸275米远的内陆地区。城里的一位老妇人因房子的墙壁倒塌而被压死。市内大部分地区都布满了建筑物的瓦砾和从海中冲上来的沙子。在纳亚里特州的其他地区，飞溅的瓦砾导致圣地亚哥埃斯昆特拉（Santiago Escuintla）有一人遇难。此外还有两位老人被淹死，其中一人是掉进了河里。据信两人都是在逃离家园的过程中因风暴而丧生。飓风在圣地牙哥艾克斯昆特拉（Santiago Ixcuintla）造成3770户民宅受损，其产生的强风还摧毁了数百套房屋的屋顶。由于飓风带来的狂风影响，墨西哥联邦政府与至少30个印第安村庄失去了联系。肯纳摧毁了圣布拉斯、特科拉（Tecuala）和阿卡波内塔种植的所有香蕉，烟草和番茄，导致超过700户贫困农民家庭需要水和食物救助。
在距风暴登陆地点东南方向约164公里的巴亚尔塔港，风暴潮共计造成了约500万美元（2002年美元，相当于847萬2025年美元）的损失，其中受损的大部分为酒店。潮水淹没了酒店和其他海滨地区，冲进内陆达100米远。齐腰深的洪水卷走了货车和轿车，多辆车辆被毁。飓风所经之处有150家接近海洋的店面被摧毁，三家酒店受到严重破坏，不过该市的港口只受到了轻微的损坏。
风暴在巴亚尔塔港至少造成52人受伤，圣布拉斯还有数十人因四处飞溅的玻璃或其他碎屑而受伤，两人因飓风而受重伤。有十个市镇受到严重破坏，墨西哥的总体投保损失为9600万美元（2002年美元，相当于1.63億2025年美元）。墨西哥北部因飓风而普遍出现降雨，部分地区出现了轻度山洪和泥石流。
肯纳的残留之后进入了美国中南部，增加了多个地区的降雨量。

## 除名、余波和记录

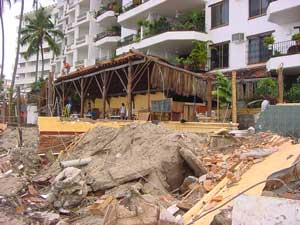
飓风袭击后的巴亚尔塔港

2002年太平洋飓风季结束后，世界气象组织将肯纳这个名字予以除名，并以卡琳娜（Karina）代替。
墨西哥政府宣布纳亚里特州风暴登陆附近地区为灾区，允许动用应急资金。风暴过去后，墨西哥红十字会立即安排了180名技术人员和志愿者从七个州向受灾最严重的地区送去了125吨食品、药物和衣物。墨西哥政府还调派墨西哥陆军前往灾区移除倒下的树木并建立水处理厂，对受灾居民提供协助。墨西哥海军被派往圣布拉斯地区对医务人员提供协助，政府家庭发展部门也协同墨西哥红十字会向灾区运送和分配食物。科罗娜啤酒制造商莫德洛集团（Grupo Modelo）向圣布拉斯地区送去了24983公斤饮用水和1000套食品用具。
圣布拉斯城内的碎屑和沙子由反铲挖土机和翻斗车逐步清除。巴亚尔塔港的数十位店主、市政工作人员和志愿者努力清理风暴造成的瓦砾。其余的商店和酒吧把表明自己正在营业的招牌放在窗户前，以期吸引还留在镇上的游客。飓风过去约两个月后，大部分酒店、餐馆和商店才重新开放。
截止2015年10月止，飓风肯纳仍然是袭击墨西哥的第四强太平洋飓风，追平1957年一場飓风，仅次于2015年的飓风帕特里夏、1959年墨西哥飓风和1976年的飓风玛德琳。肯纳也是东太平洋在十月份出现的飓风中第三强的，还是信史上东太平洋第四强的飓风，仅次于2015年的飓风帕特里夏、1997年的飓风琳达和2009年的飓风里克。